# Instituto de Arte Clark

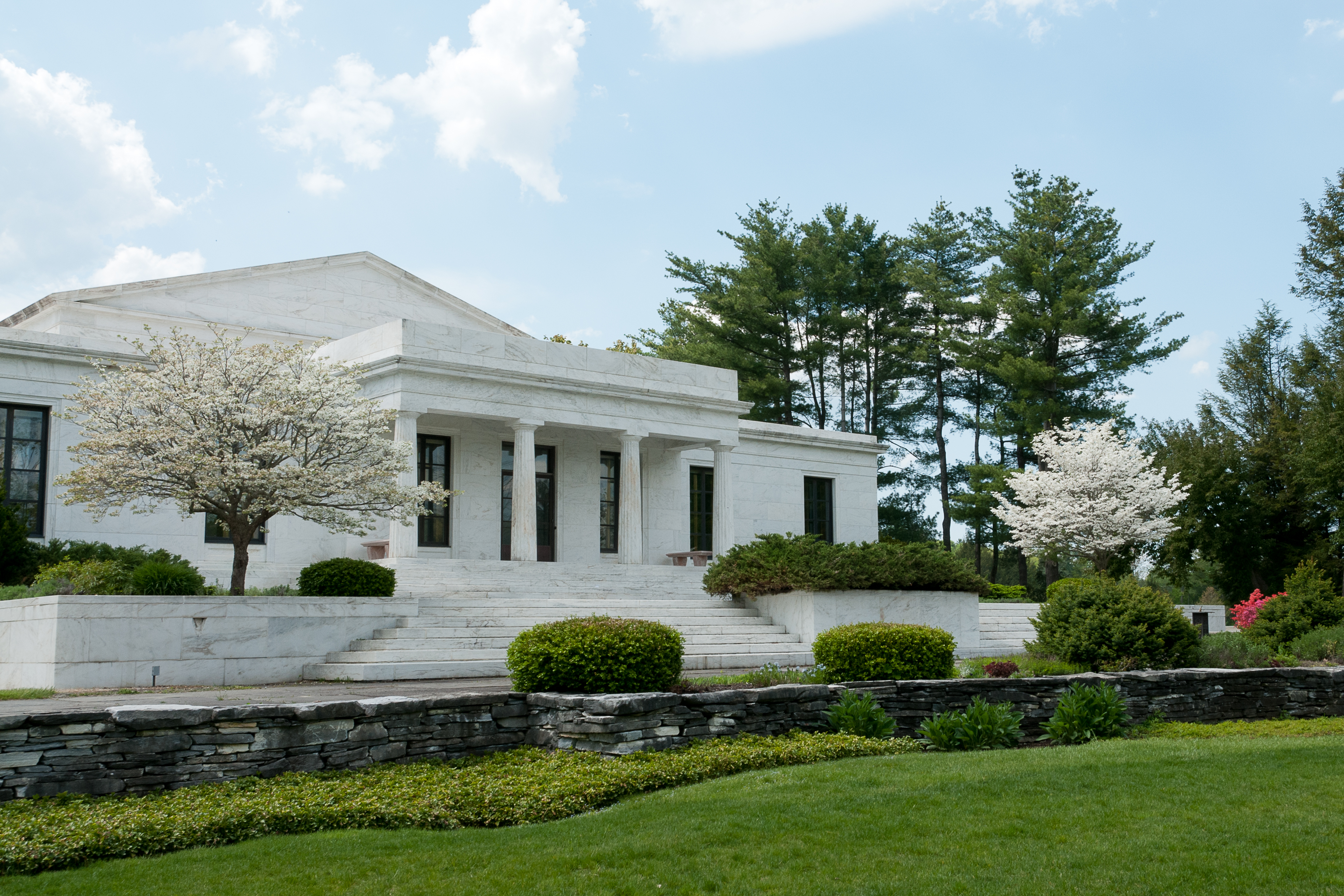
Edificio original de 1955 del Instituto de Arte Clark.

El Instituto de Arte Sterling y Francine Clark (en inglés, Sterling & Francine Clark Art Institute), abreviadamente Instituto de Arte Clark (en inglés, Clark Art Institute o habitualmente "The Clark"), es un centro de arte de origen privado ubicado en Williamstown (Massachusetts), Estados Unidos. Alberga una soberbia colección de pinturas del siglo XIX, mayormente impresionistas (Monet, Pissarro, Degas y unas treinta de Renoir), junto con obras maestras del quattrocento italiano (Piero della Francesca, Domenico Ghirlandaio, Pietro Perugino). Su nombre recuerda a sus fundadores, los coleccionistas Sterling Clark y su esposa Francine.

## Historia

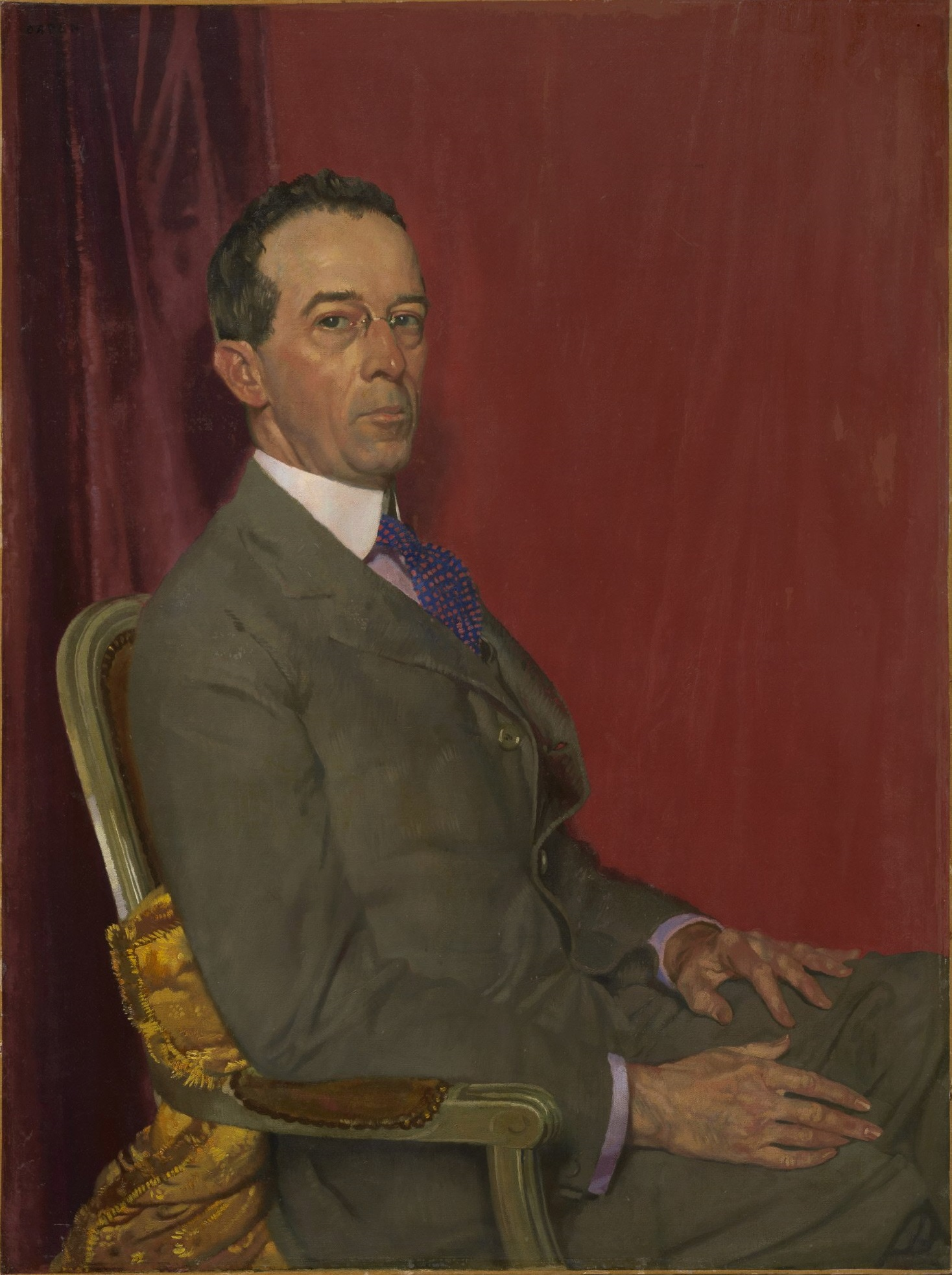
Retrato del coleccionista Sterling Clark, fundador de la institución. Pintado por William Orpen.

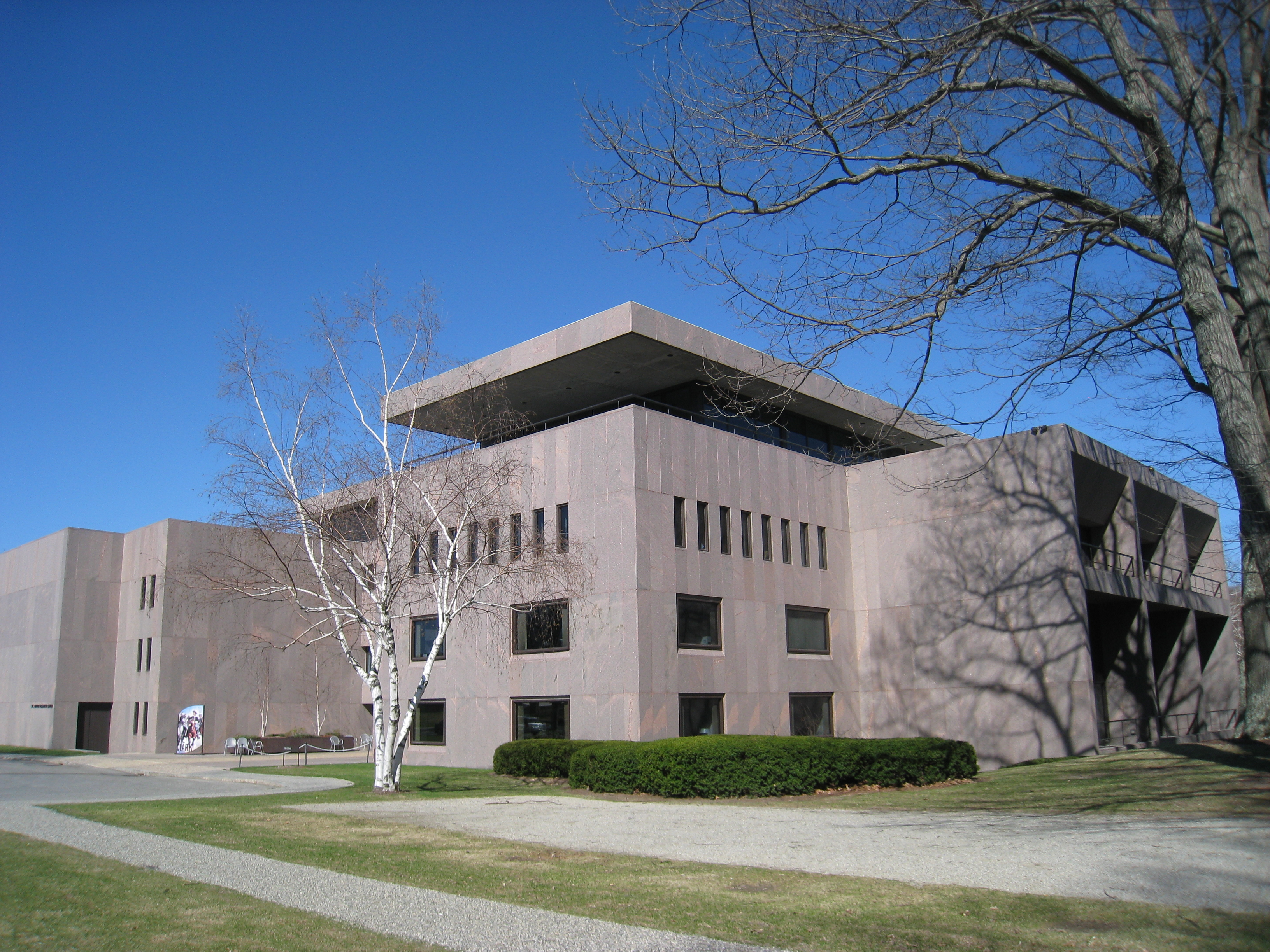
Ampliación moderna del Instituto de Arte Clark, erigida en la década de 1970.

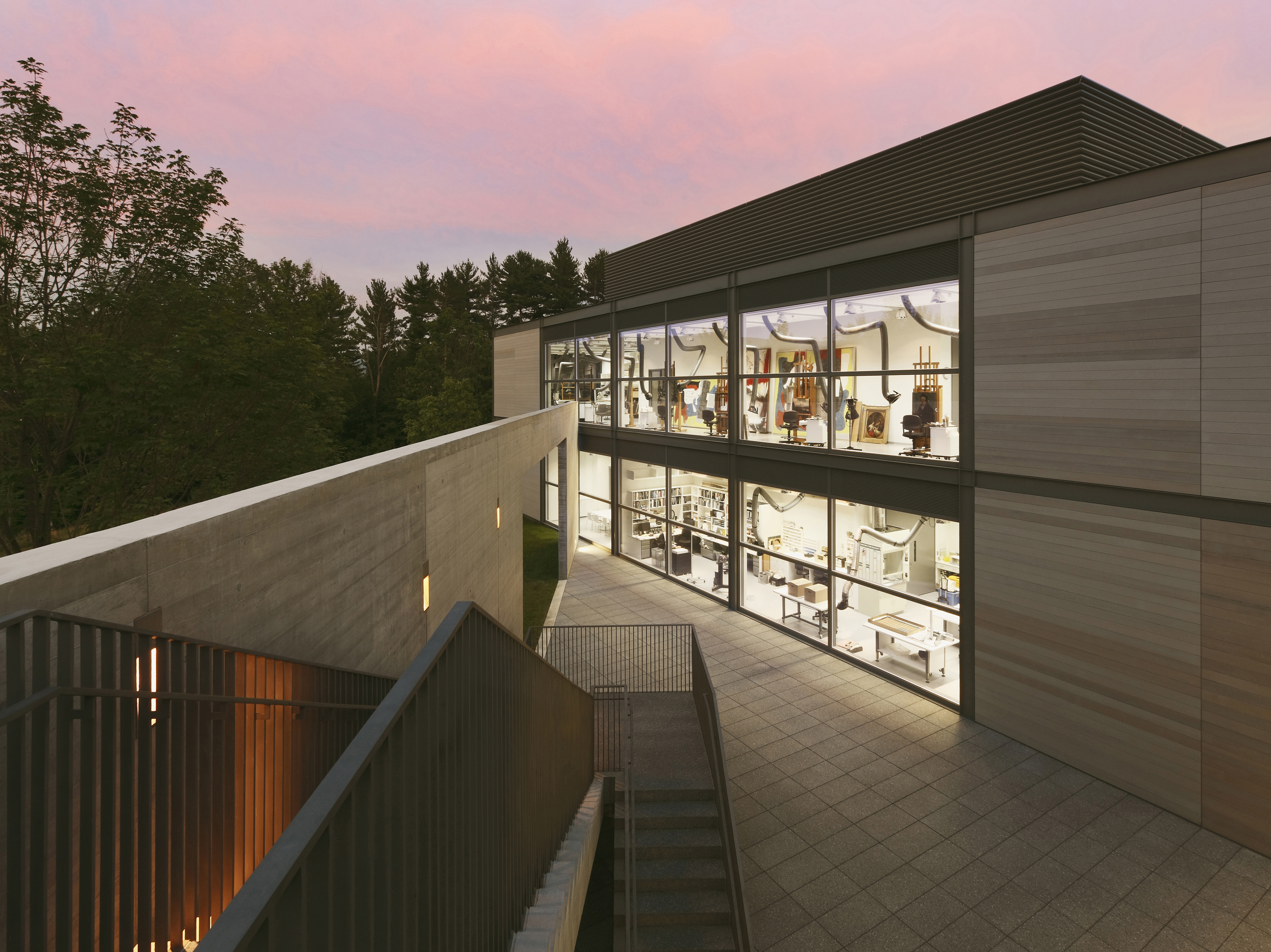
Ampliación de Tadao Ando inaugurada en 2014.

Tras una brillante carrera en el Ejército de Estados Unidos, Sterling Clark (1877-1956) se instaló en París y empezó a coleccionar obras de arte, afición que le habían transmitido sus padres. Contaba para ello con una cuantiosa fortuna heredada de su abuelo, presidente de la Singer Corporation, la famosa firma de máquinas de coser. En 1919 Sterling Clark se casó con la francesa Francine Clary, y ambos compartieron su hobby por el arte. Crearon una sobresaliente colección de pintura, escultura, dibujos, grabados, platería y porcelanas, siguiendo su gusto personal. 
Ya mientras formaban su colección, los Clark pensaron en abrir un museo público. Sterling Clark barajó ubicarlo en la localidad de Cooperstown (Nueva York), cerca del domicilio de su familia. También pensó en legar la colección al Metropolitan Museum, pero cambió de opinión y hacia 1946, pensó en erigir un museo propio en una parcela que había adquirido en Manhattan. 
Finalmente, los Clark prefirieron abrir su museo fuera de Nueva York, acaso al intuir que quedaría ensombrecido por la amplia oferta artística de la metrópoli. Eligieron la pequeña población de Williamstown, en el condado de Berkshire (oeste del estado de Massachusetts), debido a que allí se enclavaba el Williams College. La familia Clark tenía lazos muy estrechos con este centro universitario: el abuelo de Sterling Clark había sido patrono del mismo en 1878-82, y su padre también, en 1882-86. 
Decidieron levantar el museo cerca del Williams, que ya contaba con una pequeña pinacoteca. Animados por varias charlas con los responsables del colegio y de su museo, los Clark visitaron Williamstown en el otoño de 1949, y prosiguieron el contacto con el colegio mediante cartas llenas de entusiasmo. 
Apenas seis meses después de la visita, el 14 de marzo de 1950, el matrimonio Clark fundó formalmente el Sterling and Francine Clark Art Institute, que sería sede permanente de su colección. El edificio costó unos 3 millones de dólares (cifra colosal en la época) y su construcción fue muy comentada por la enorme cantidad de mármol que se empleó. Se inauguró cinco años después, y desde su origen el instituto tiene una doble misión como museo y como centro de investigación y educación. En los años 1970, el edificio fue ampliado, y en julio de 2014 se inauguró otra ampliación, diseñada por el arquitecto Tadao Ando y que costó diez años de trabajos y 145 millones de dólares.
El Instituto Clark se enmarca en un campus con una rica oferta cultural y ecológica. Rodeado de amplias zonas verdes que incluyen un lago con nenúfares, comparte protagonismo con el Museo de Arte del Williams College, que sigue su actividad como institución diferenciada. Este segundo museo alberga unas 14.000 piezas: el mayor repertorio mundial de Maurice Prendergast, ejemplos de Edward Hopper y Louise Bourgeois, arte egipcio y asirio, abundantes fotografías, un rico fondo de grabados antiguos, viejos maestros españoles (Juan van der Hamen, José de Ribera)...

## Colecciones

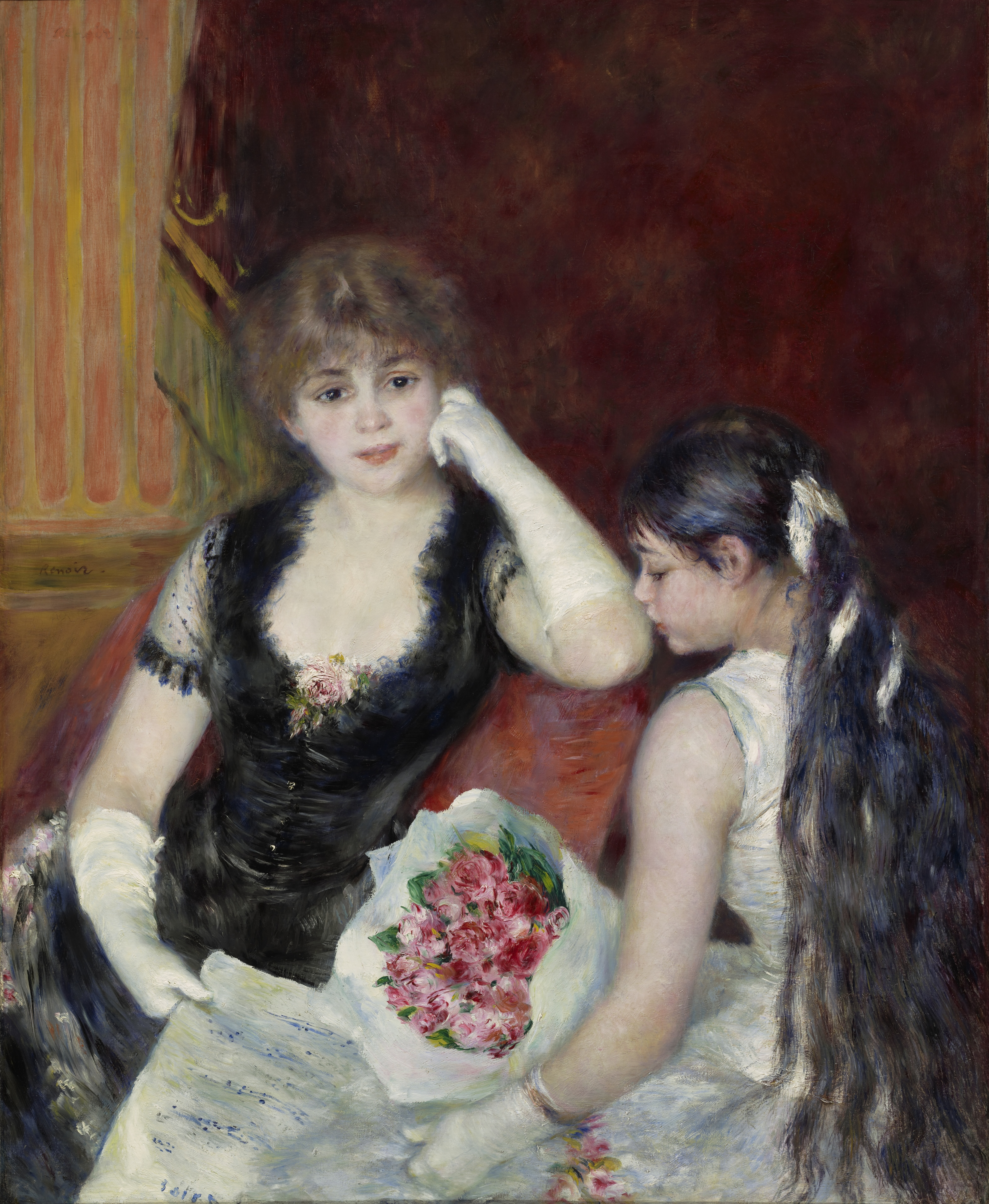
Pierre-Auguste Renoir, Un Palco en el Teatro (En el Concierto), 1880, óleo sobre lienzo.

### Orígenes
Inicialmente, los Clarks se concentraron en pinturas de maestros antiguos italianos, holandeses y flamencos. Con el tiempo, sus gustos se inclinaron hacia artistas como John Singer Sargent, Edgar Degas, Winslow Homer y Pierre-Auguste Renoir. Después de 1920, los Clarks se enfocaron principalmente en el arte del siglo XIX en Francia, específicamente en obras del impresionismo y la Escuela de Barbizon. En los siguientes 35 años, los Clarks agregarían a su colección privada, aumentando sus posesiones de pinturas, porcelana, plata, grabados y dibujos desde principios del siglo XIV hasta principios del siglo XX.
La colección permanente del museo tiene varios elementos. Renoir, Rodin, George Inness, John Singer Sargent y Jean-Léon Gérôme tienen un lugar destacado. El Clark presenta de manera prominente Ninfas y sátiro de Bouguereau, una de las grandes obras académicas francesas, y hoy en día es conocido principalmente por sus obras de impresionismo francés.
Bruto condenando a sus hijos a muerte (1788) de Guillaume Lethière fue adquirido por el museo en 2018.

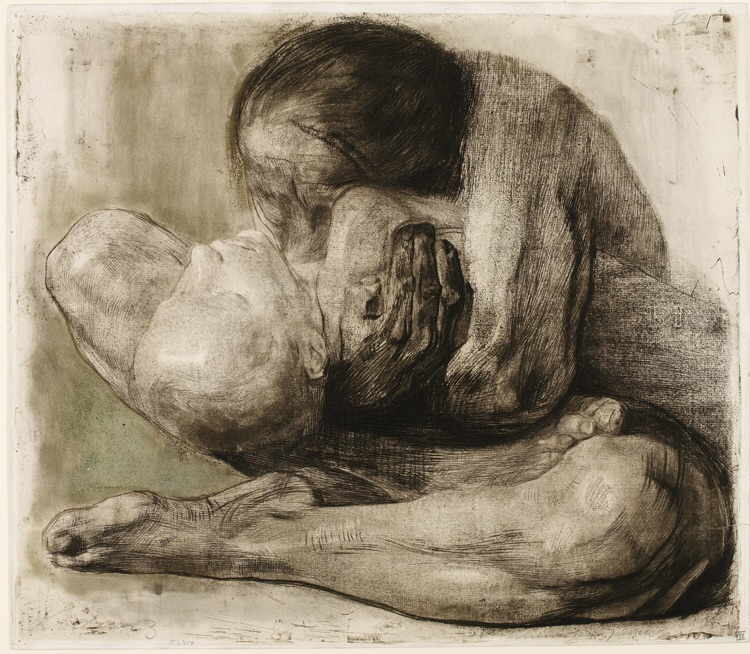
Käthe Kollwitz, Woman with Dead Child (Frau mit totem kind), 1903. Adquirida en 2015 por Clark, Kollwitz utiliza líneas finas y sombras profundas para representar la tragedia de una madre que sufre por su hijo

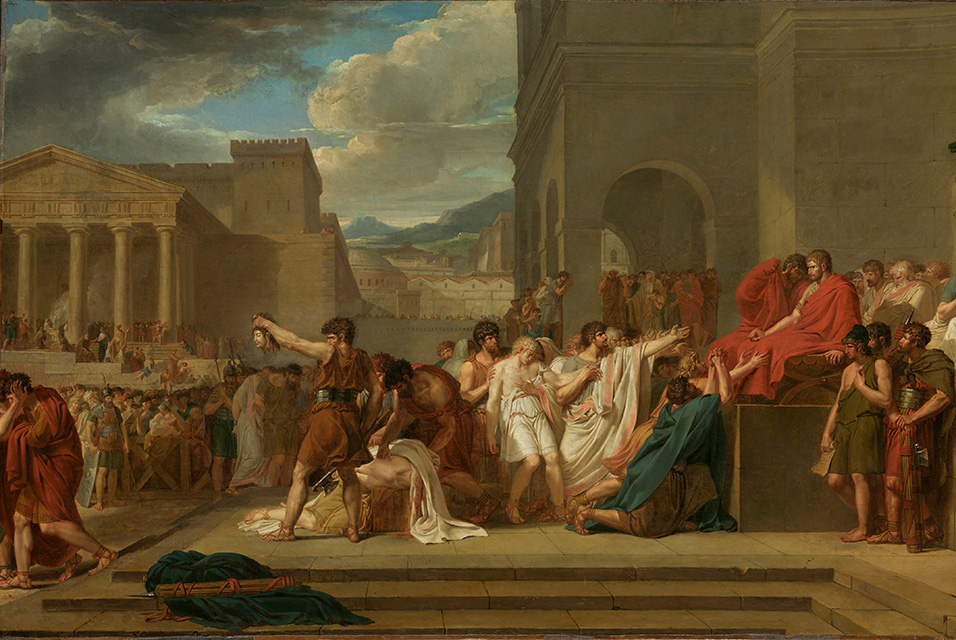
Brutus Condemning His Sons to Death (1788) de Guillaume Lethiere fue adquirido por el museo en 2018

### Nuevas adquisiciones
El Clark ha continuado construyendo y moldeando su colección para cumplir más plenamente y de manera efectiva con su misión. Las adquisiciones recientes incluyen Bruto condenando a sus hijos a muerte de Guillaume Guillon-Lethière, así como el Álbum de Paisajes (Paysage) que contiene aproximadamente cien dibujos de paisajes en su mayoría realizados por Lethière mismo. También se adquirió recientemente el Servicio de Té de Mujeres Famosas (Cabaret des femmes célèbres) pintado por Marie-Victoire Jaquotot, uno de los tres juegos conocidos que presenta retratos de mujeres destacadas por sus logros en gobernabilidad, literatura, filosofía y relaciones internacionales. Otras nuevas adquisiciones incluyen La jura del presidente Boyer en el Palacio de Haití de Adolphe-Eugène-Gabriel Roehn, y un regalo importante reciente de Frank y Katherine Martucci que incluye fotografías tempranas de y por afroamericanos, en particular de Edward J. Souby y James Van Der Zee. En 2013, Frank y Katherine Martucci donaron al museo ocho paisajes de George Inness, complementando sus dos obras ya existentes en la colección.

### La Colección Manton de Arte Británico
Desde su establecimiento en 1955, el Instituto de Arte Clark ha seguido expandiendo su colección a través de adquisiciones, donaciones y legados, con un enfoque reciente en expandir su colección de fotografía. En 2007, la Fundación Manton donó la colección de sus fundadores, Sir Edwin y Lady Manton, al museo. La Colección Manton de Arte Británico incluye más de 200 obras de artistas británicos como J.M.W. Turner, Thomas Gainsborough y John Constable.

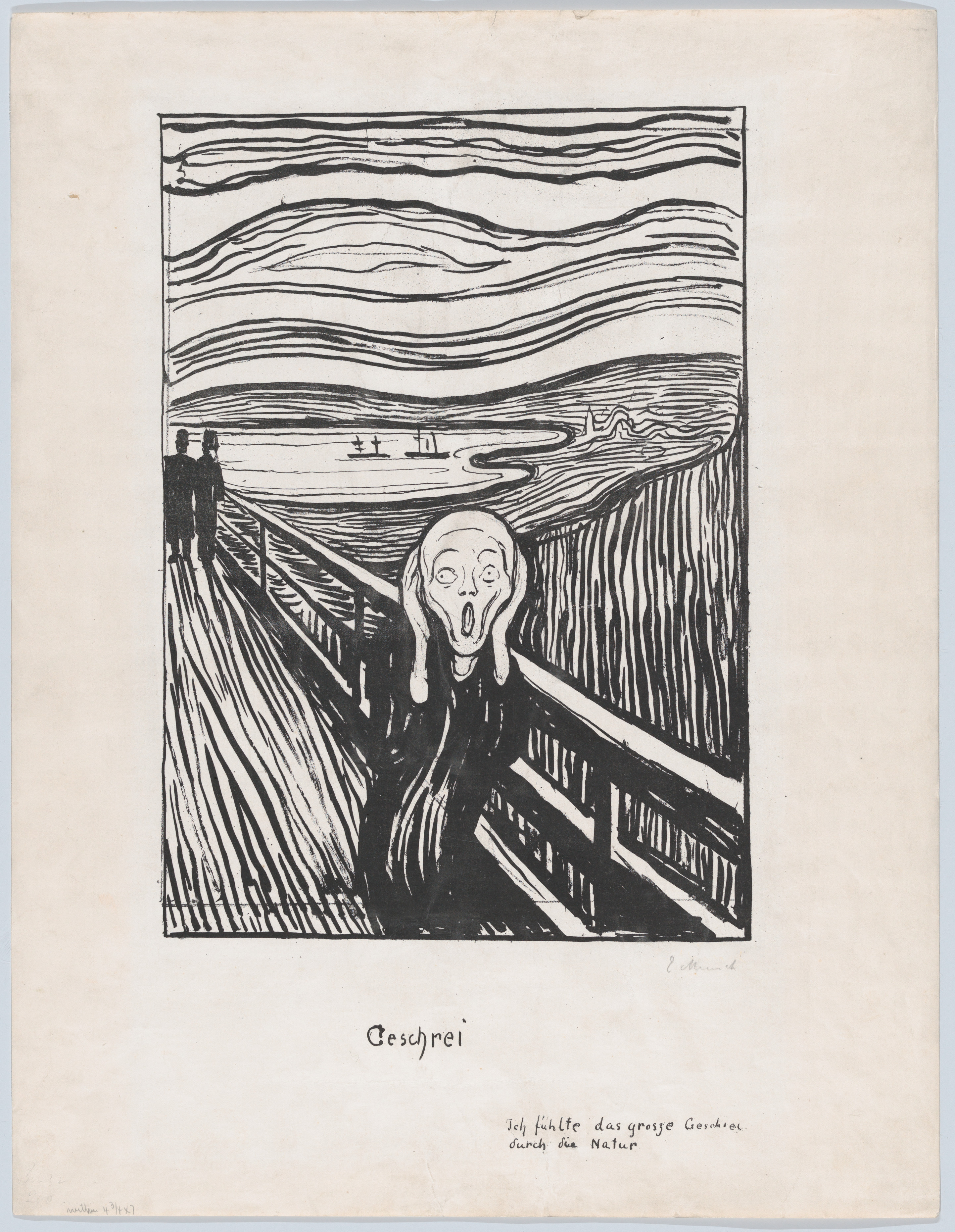
El grito (1895) de Edvard Munch se encuentra actualmente en exhibición en el museo

## Exposiciones Especiales
El Clark presenta exposiciones especiales a lo largo del año sobre una amplia gama de temas. Desde junio de 2023 hasta octubre de 2023, el Clark acoge Edvard Munch: Tierra temblorosa. Es la primera exposición en Estados Unidos que se centra en cómo Munch utilizó la naturaleza para transmitir un significado más profundo en su pintura. Tierra temblorosa presenta más de 75 obras, muchas de ellas pertenecientes a la colección del Munchmuseet, y más de 40 pinturas e impresiones de colecciones privadas raramente vistas. La exposición es coorganizada por el Instituto de Arte Clark, el Museo Barberini y el Munchmuseet.
Más información sobre las exposiciones actuales se puede encontrar directamente en el sitio web.

## Campus y terrenos

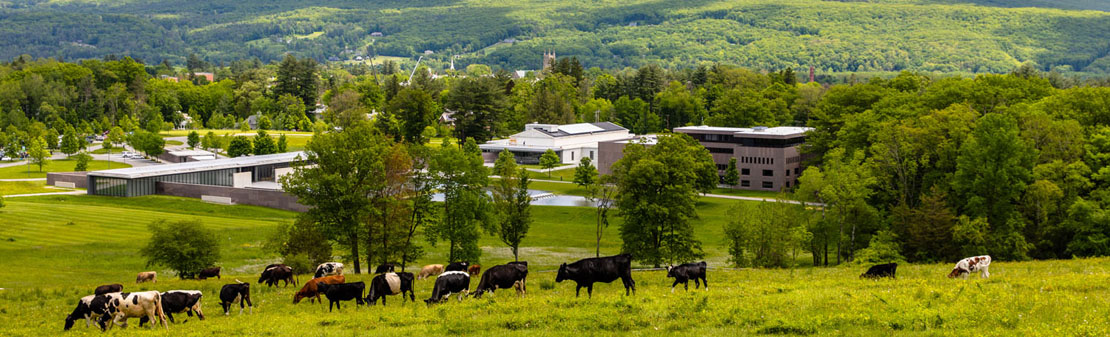
El Instituto de Arte Clark visto desde Stone Hill

#### Paisaje Natural
Además de los edificios en sí, el campus del Clark abarca 140 acres de praderas, bosques y senderos para caminar. Siguiendo la visión original de Sterling y Francine Clark, el Clark enfatiza la belleza natural de los Berkshires como un aspecto crucial de la experiencia del visitante. Durante los meses más cálidos del año, los visitantes son recibidos por una amplia piscina reflectante de tres niveles diseñada por el arquitecto paisajista Reed Hilderbrand.

#### Vacas en el Clark
También son visibles durante los meses más cálidos las vacas pastando en y sobre Stone Hill. Según el sitio web del Instituto de Arte Clark, las vacas son amigables pero prefieren que no se les acerquen.
Proyecto Raquetas de Nieve
Durante los meses de invierno, los visitantes pueden tomar prestado un par de raquetas de nieve de cortesía para explorar el campus del Clark y los senderos nevados.

#### Ground/work
El campus del Clark cuenta con varias instalaciones de arte al aire libre. Su primera exposición completa al aire libre, Ground/work, se llevó a cabo desde octubre de 2020 hasta octubre de 2021 y presentó obras de una colección internacional de artistas, incluyendo a Nairy Baghramian, Jennie C. Jones, Haegue Yang y otros. Esta exposición, que representa el enfoque creciente del Clark en trabajar con artistas contemporáneos y vivos, transformó las praderas y bosques del campus en una galería al aire libre inmersiva. Aunque Ground/work ha concluido, los visitantes aún pueden ver varias esculturas e instalaciones al aire libre en el campus sin costo alguno.

## Galería de obras destacadas

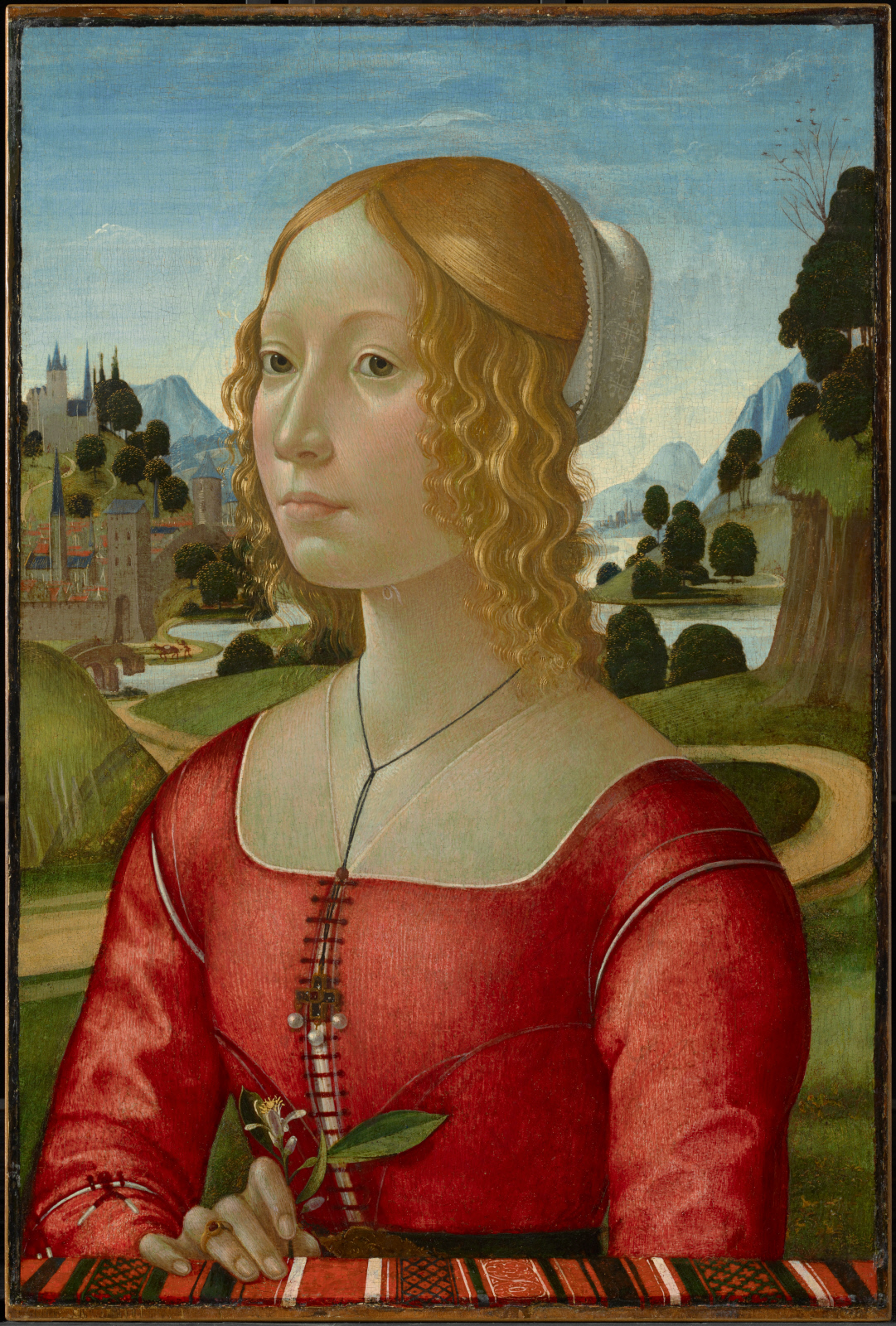
Domenico Ghirlandaio, Retrato de dama
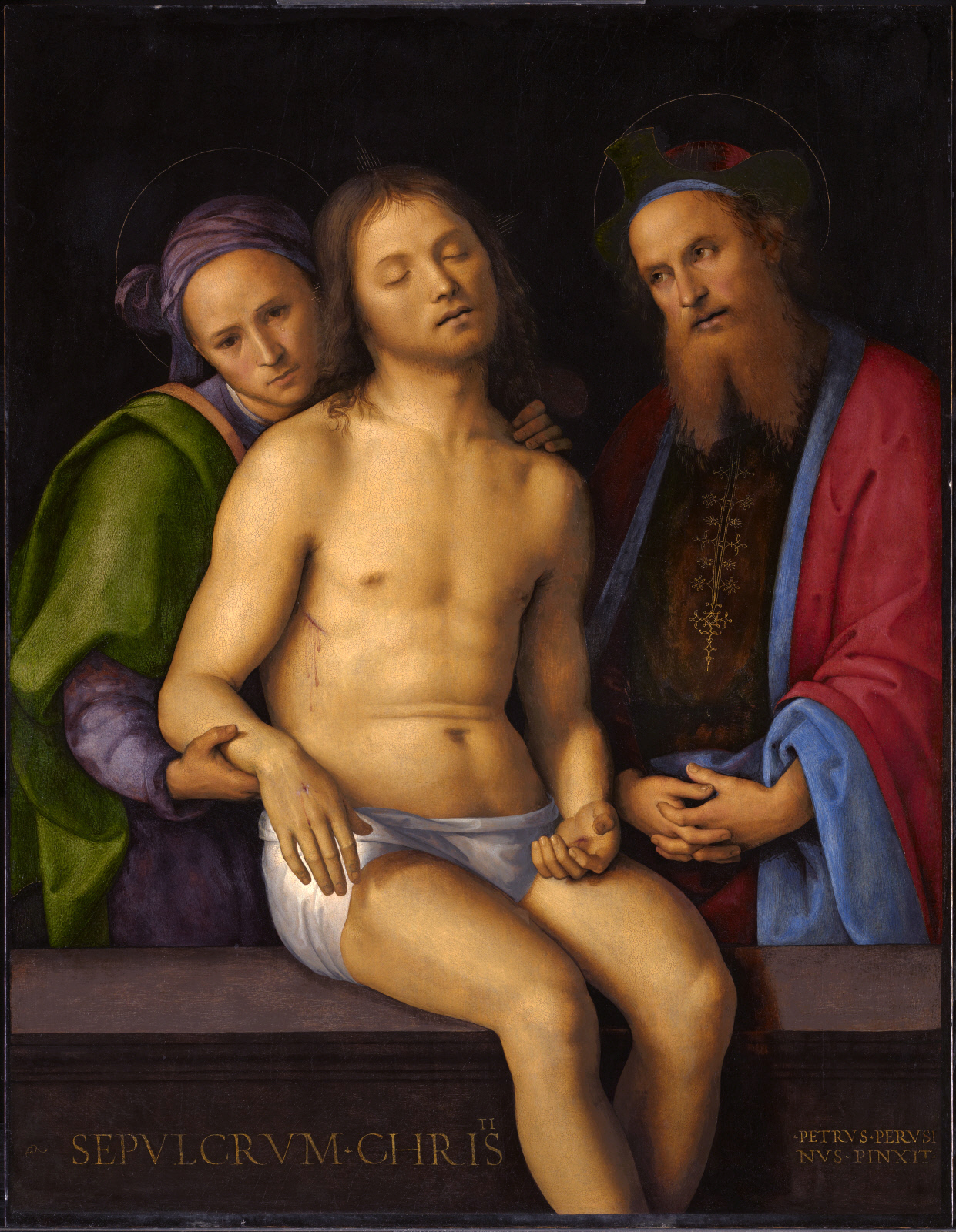
Perugino, Cristo muerto sostenido por Nicodemo y José de Arimatea
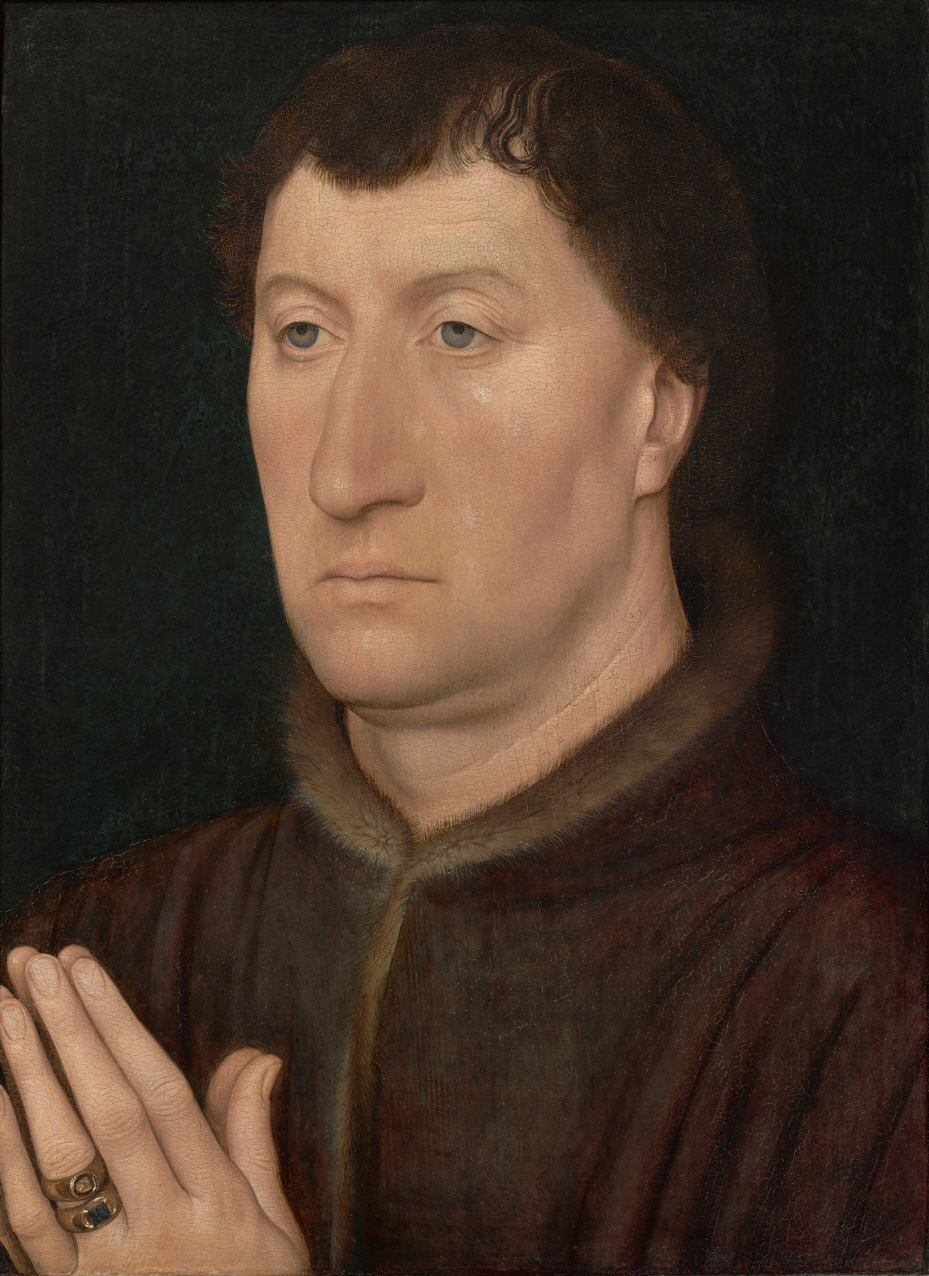
Hans Memling, Retrato de Gilles Joye
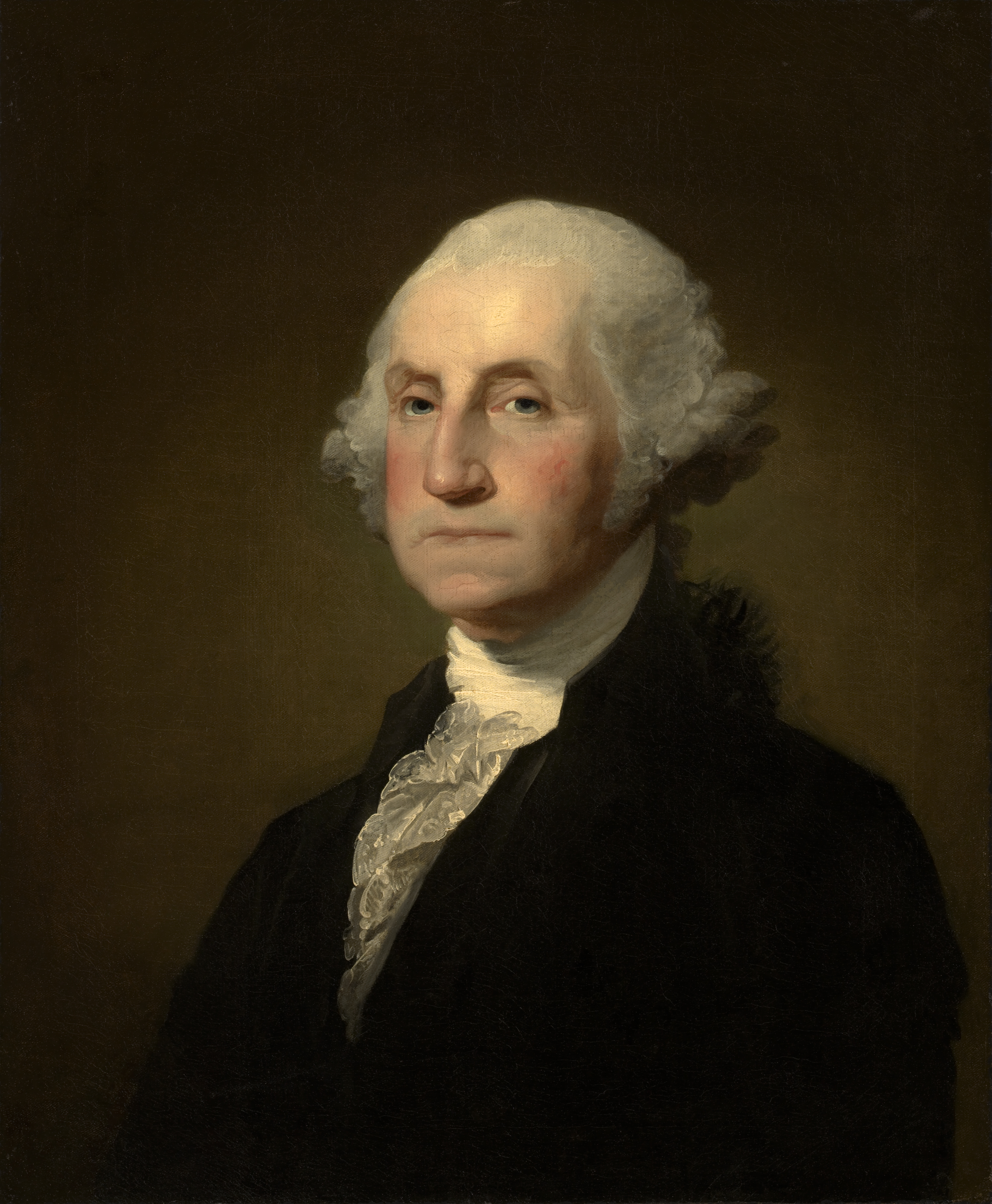
Gilbert Stuart, Retrato de George Washington
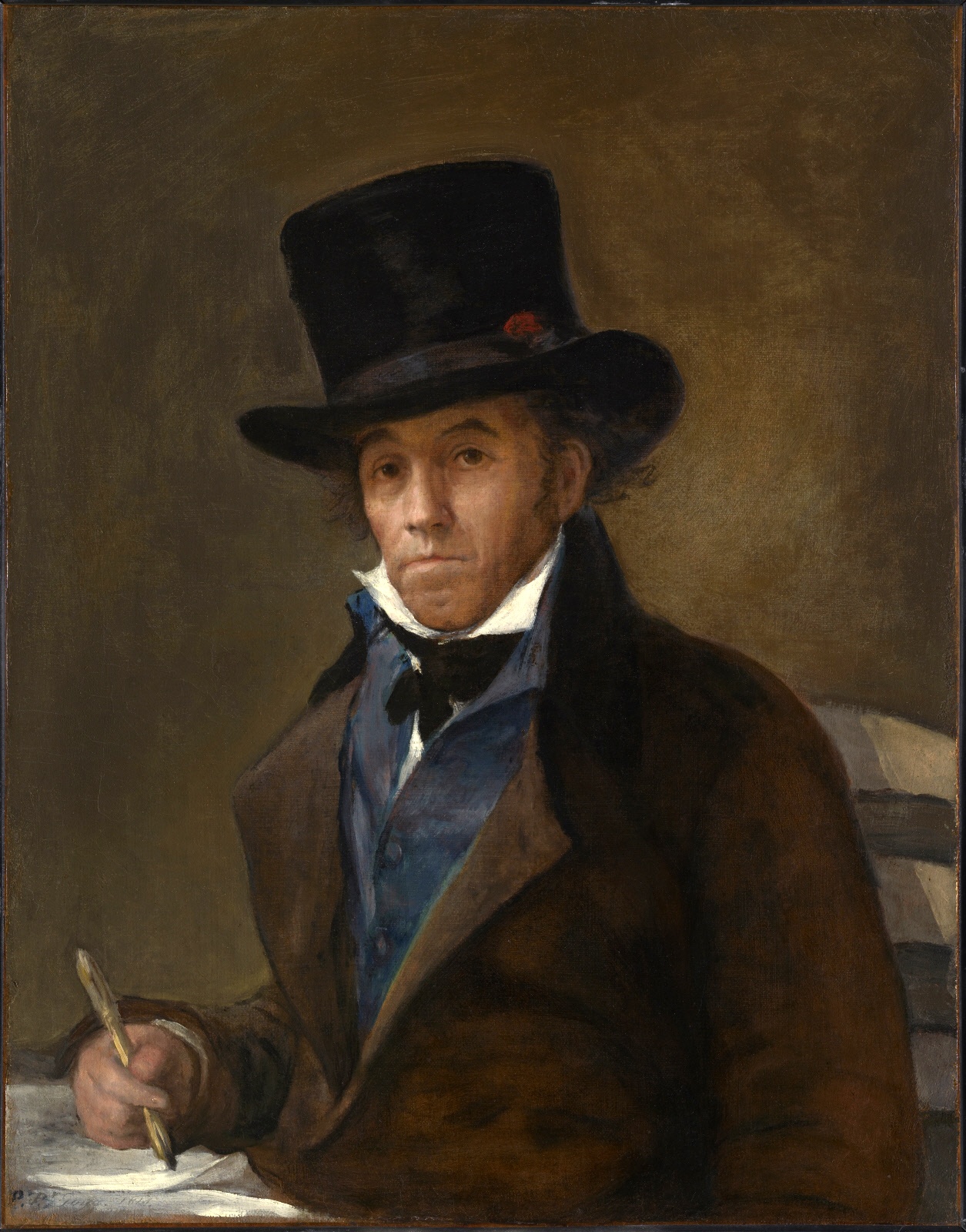
Francisco de Goya, Retrato del pintor Asensio Juliá, 1814
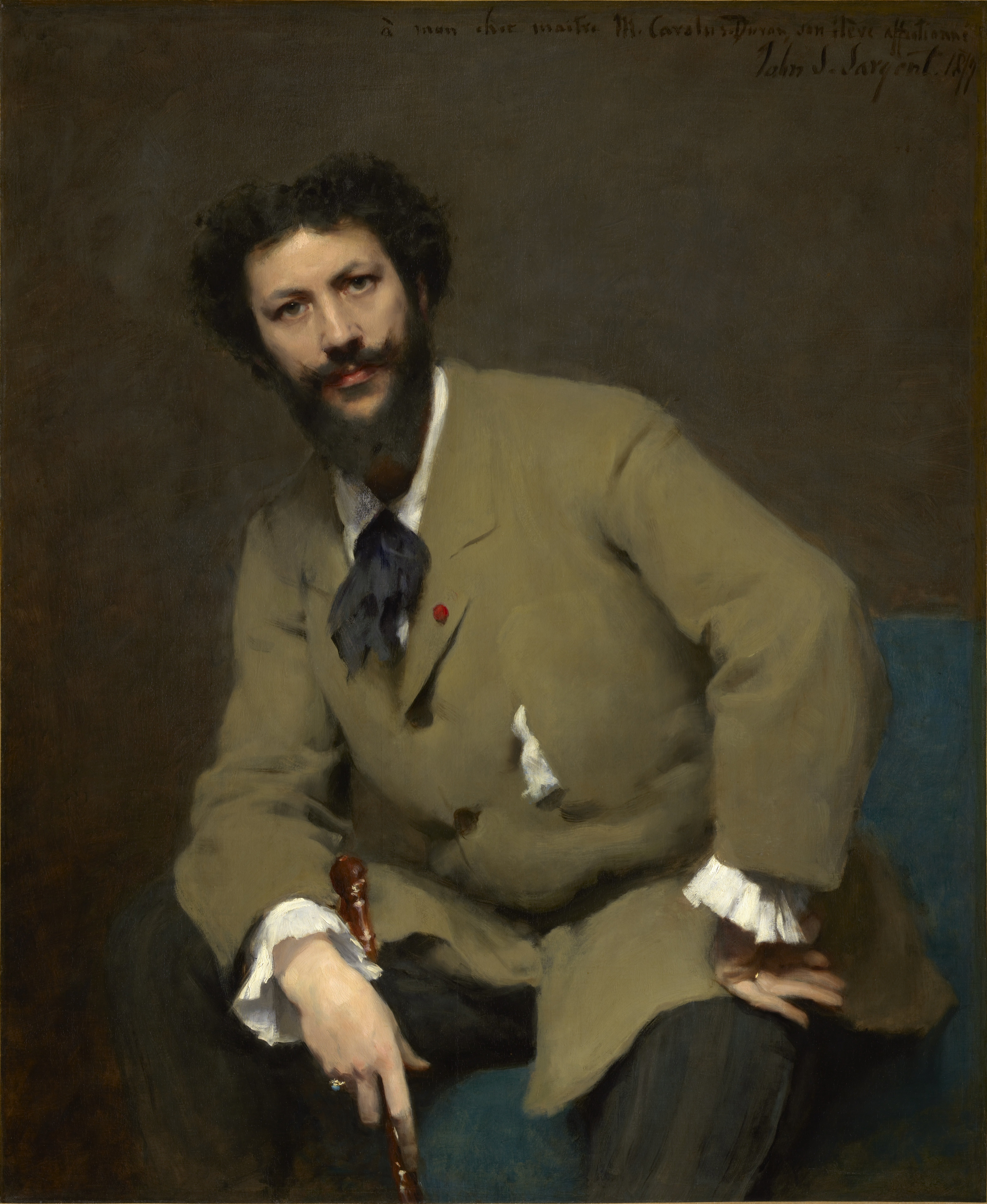
John Singer Sargent, Retrato del pintor Carolus Duran
Jean-Léon Gérôme, La venta de la esclava
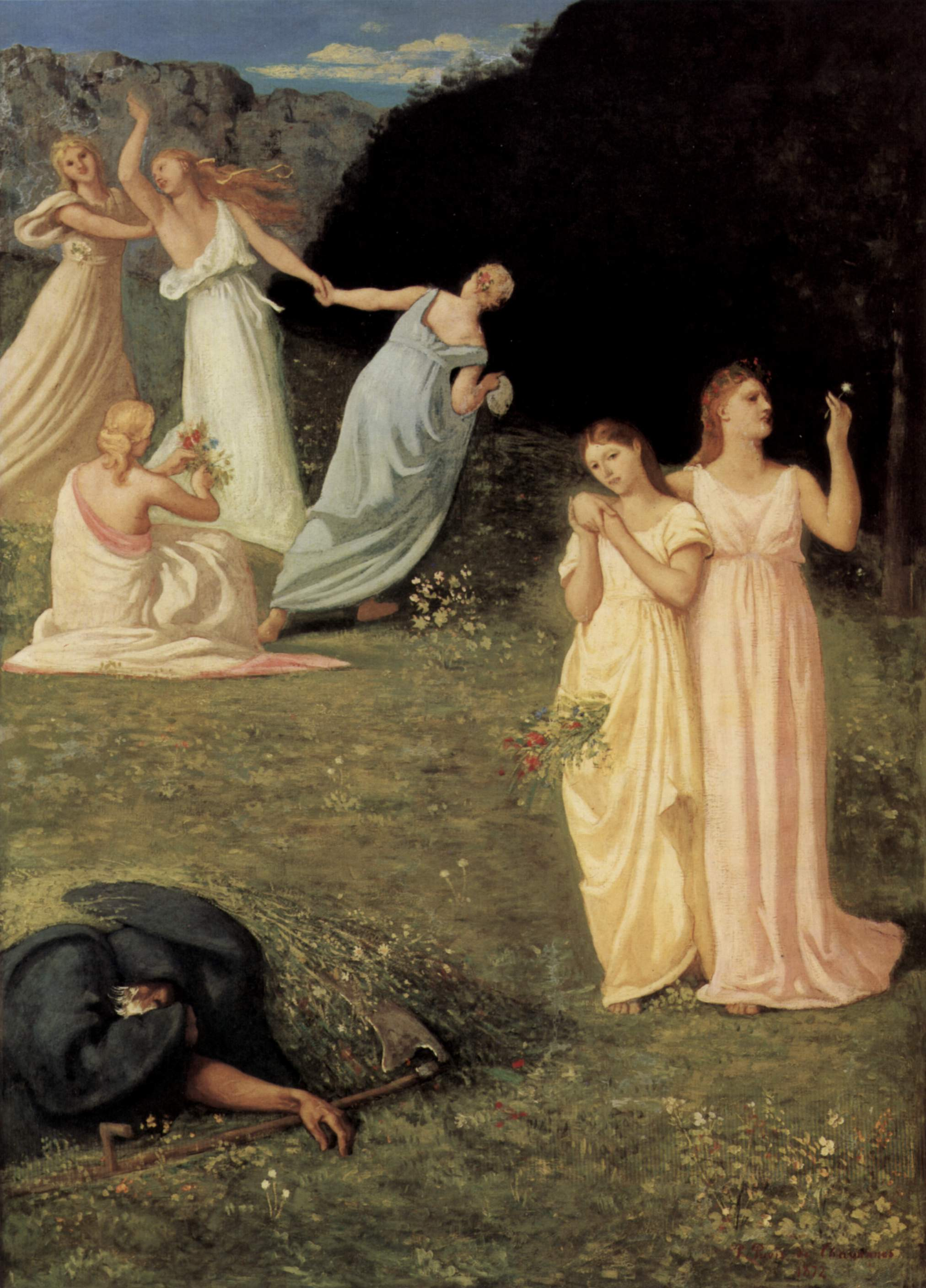
Puvis de Chavannes, Alegoría con la Muerte
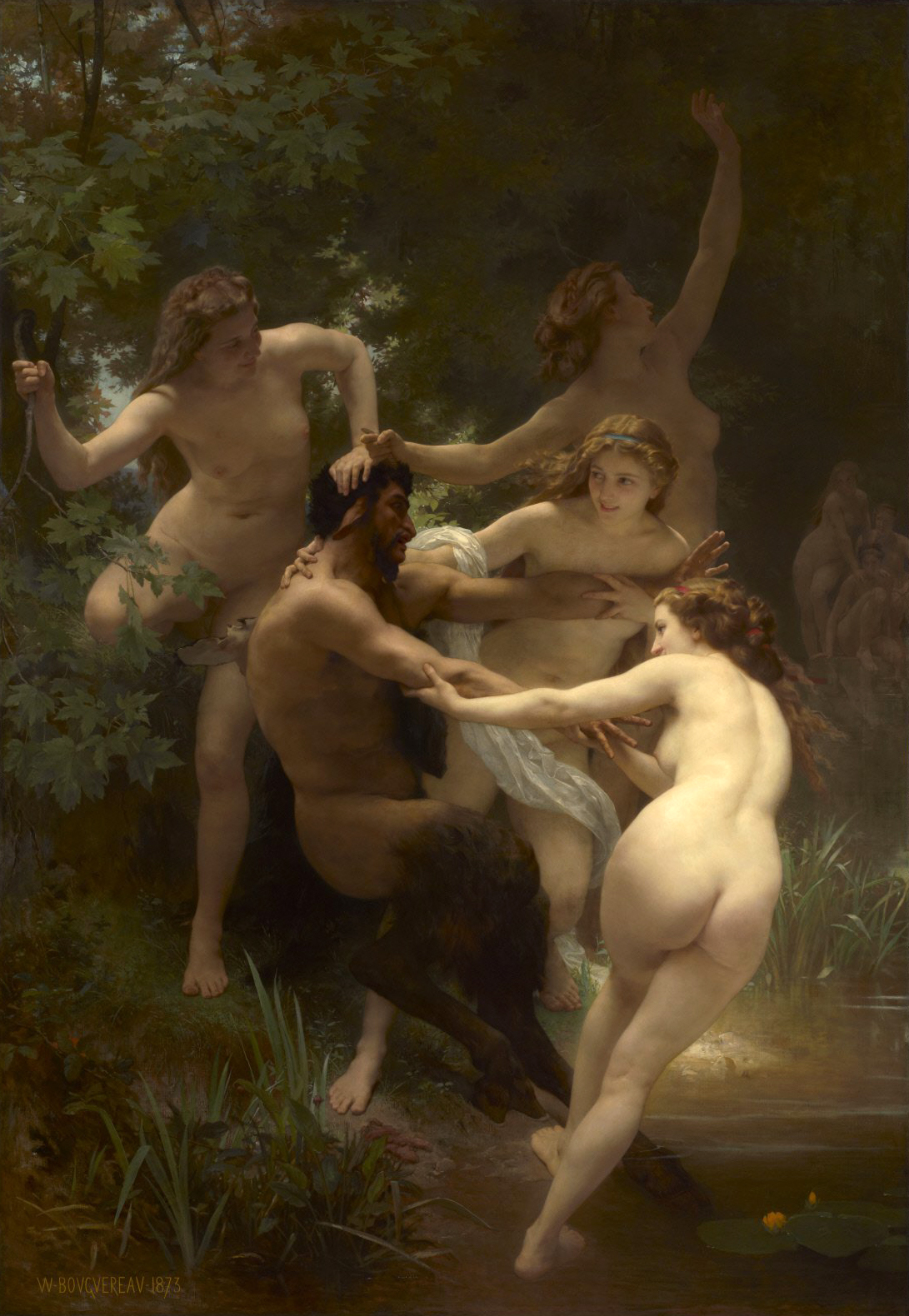
William-Adolphe Bouguereau, Ninfas y sátiro
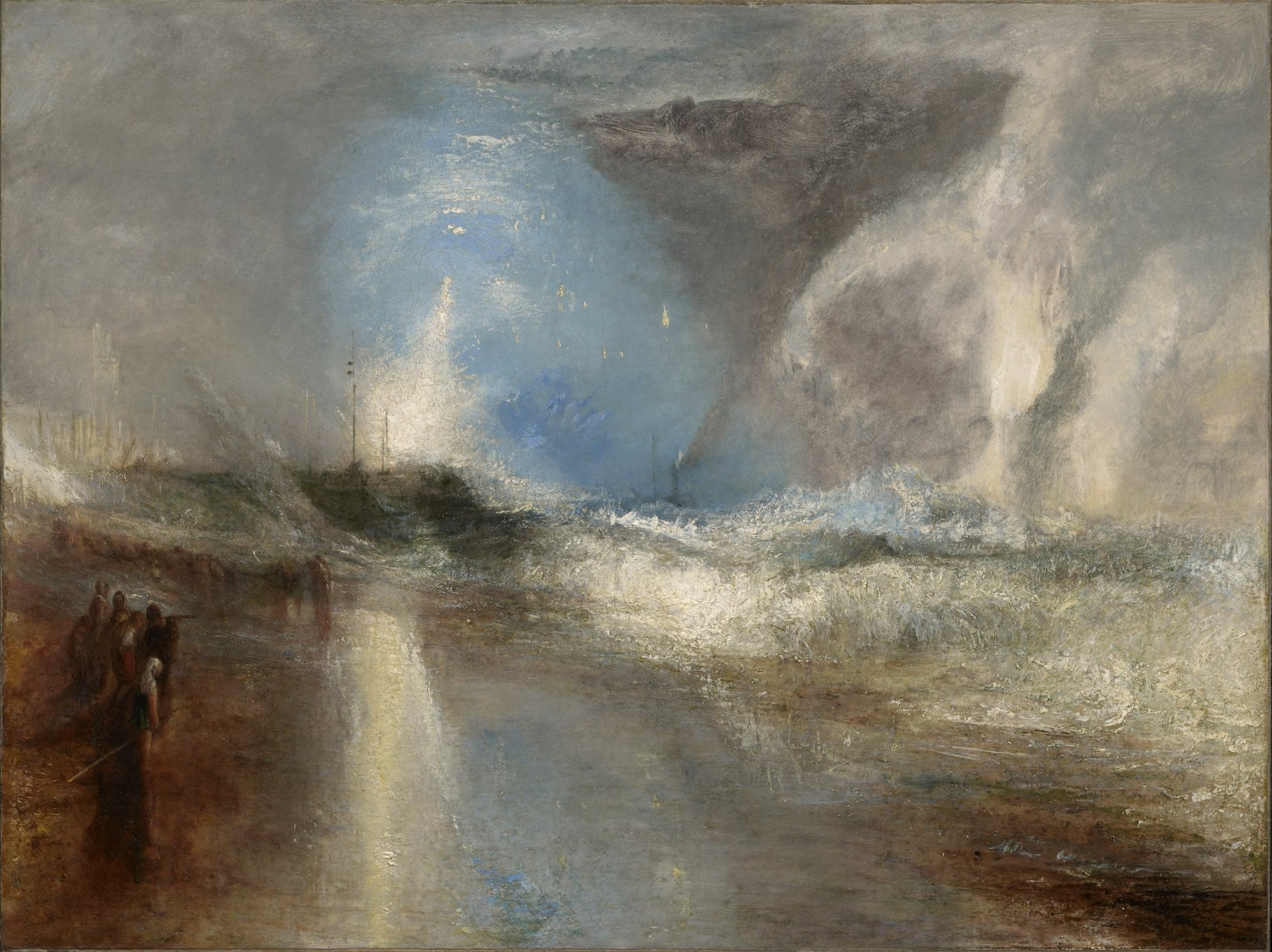
Turner, Paisaje
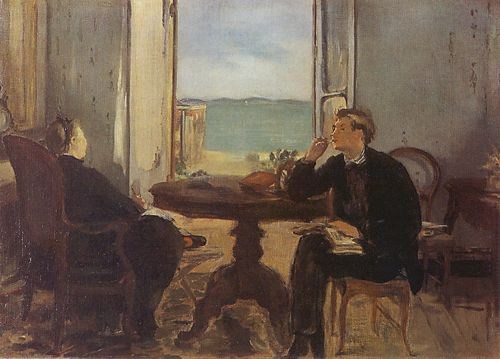
Manet, Interior en Arcachón
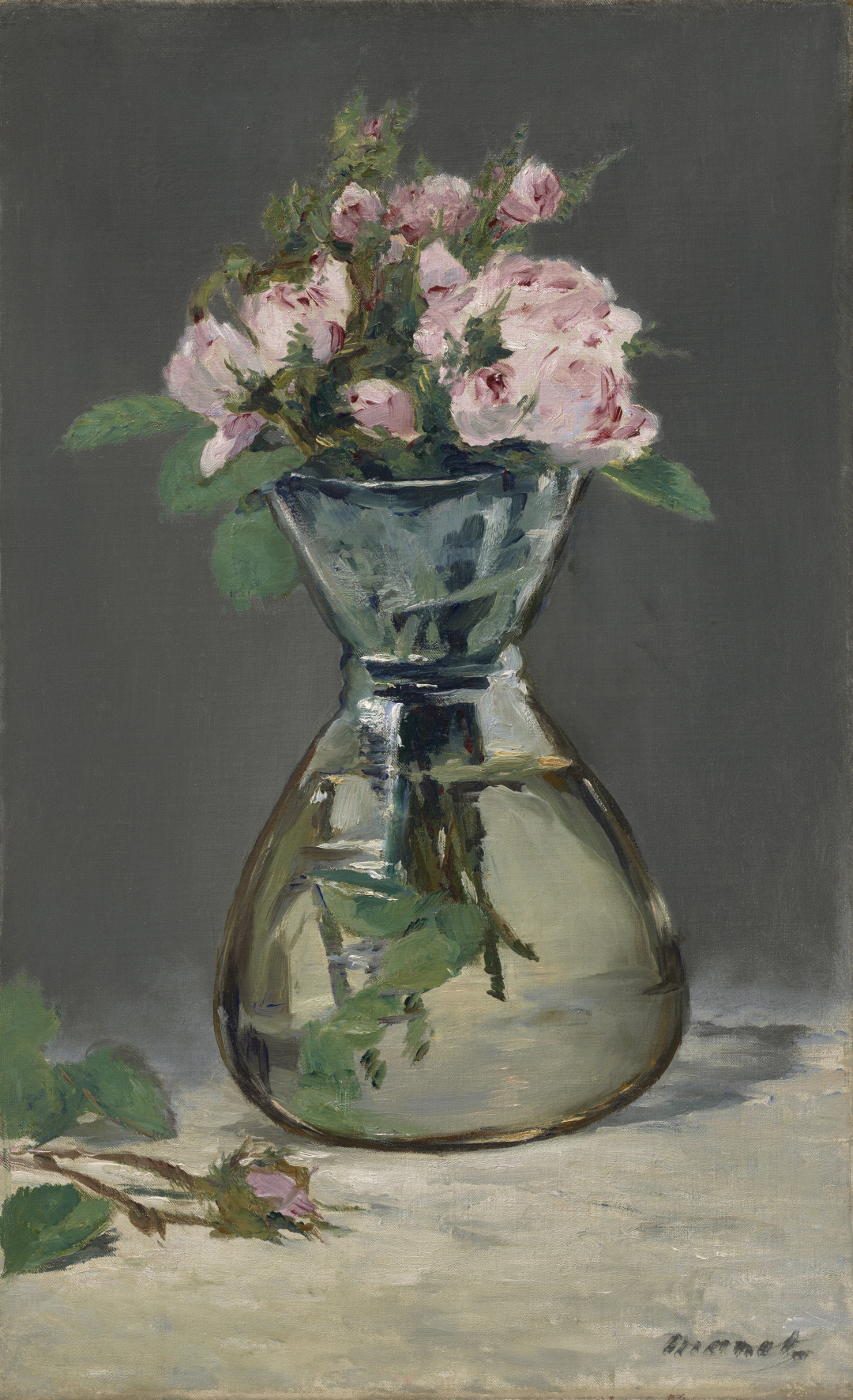
Manet, Rosas en un jarrón
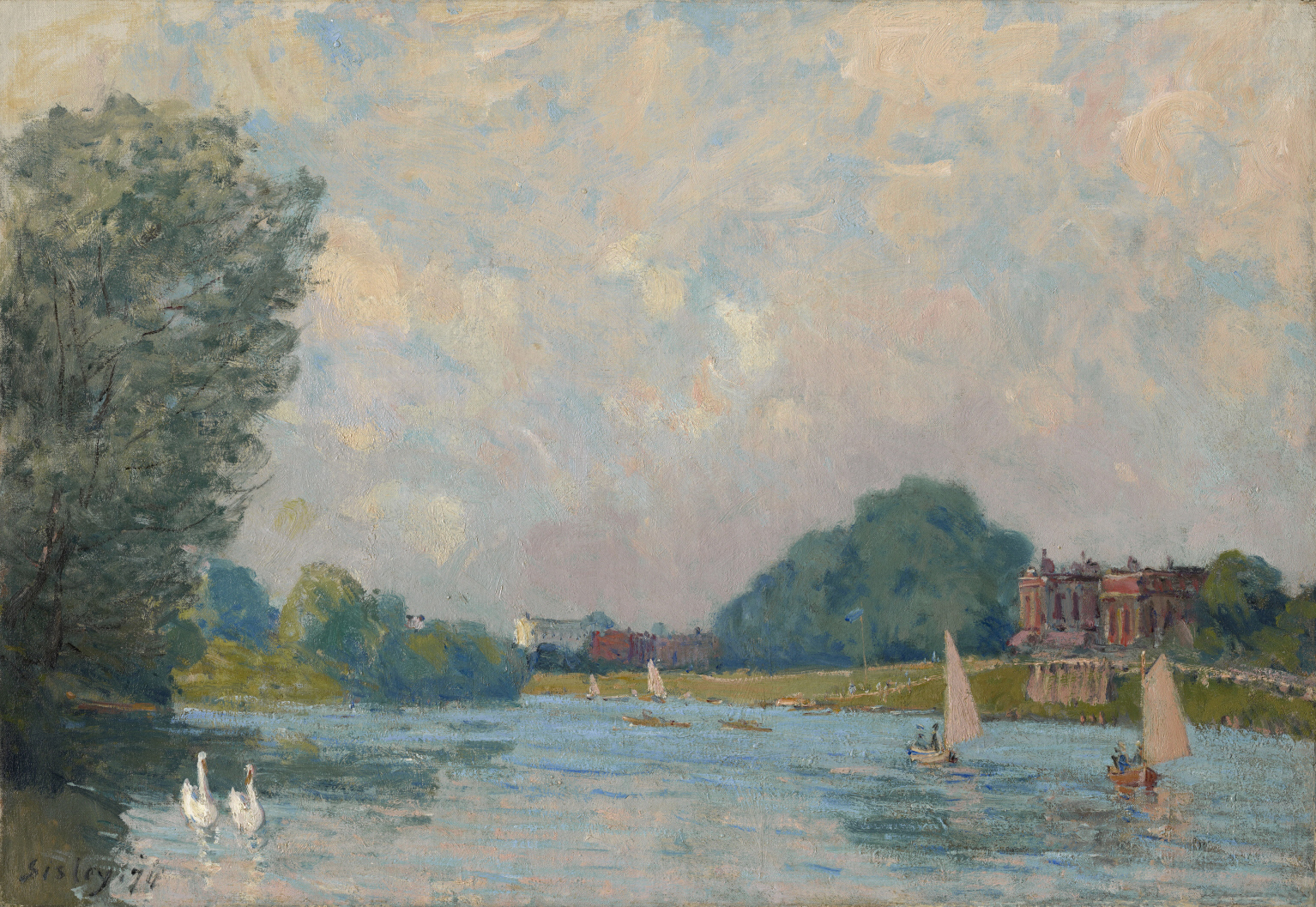
Alfred Sisley, Paisaje de Hampton Court
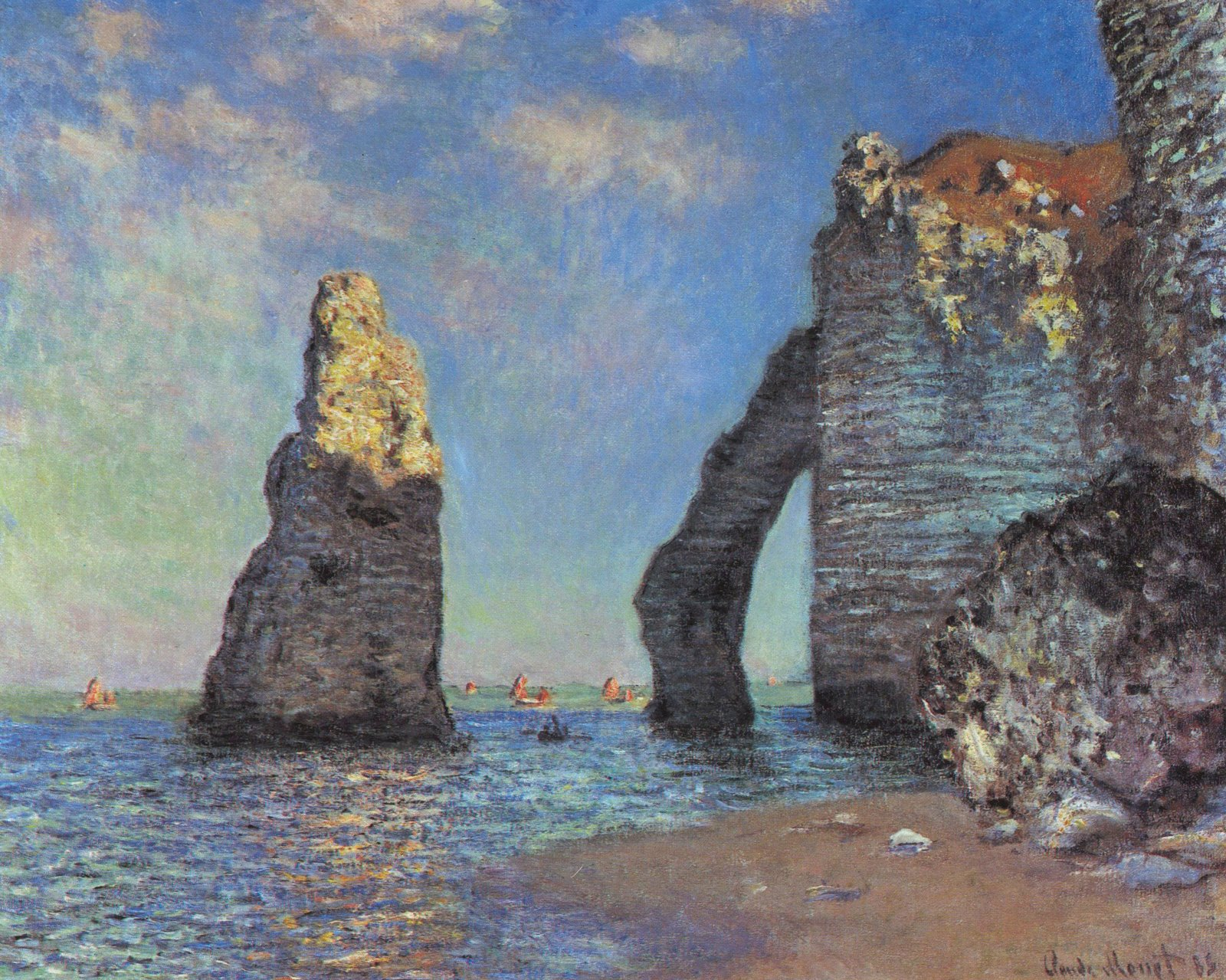
Monet, Acantilados de Étretat
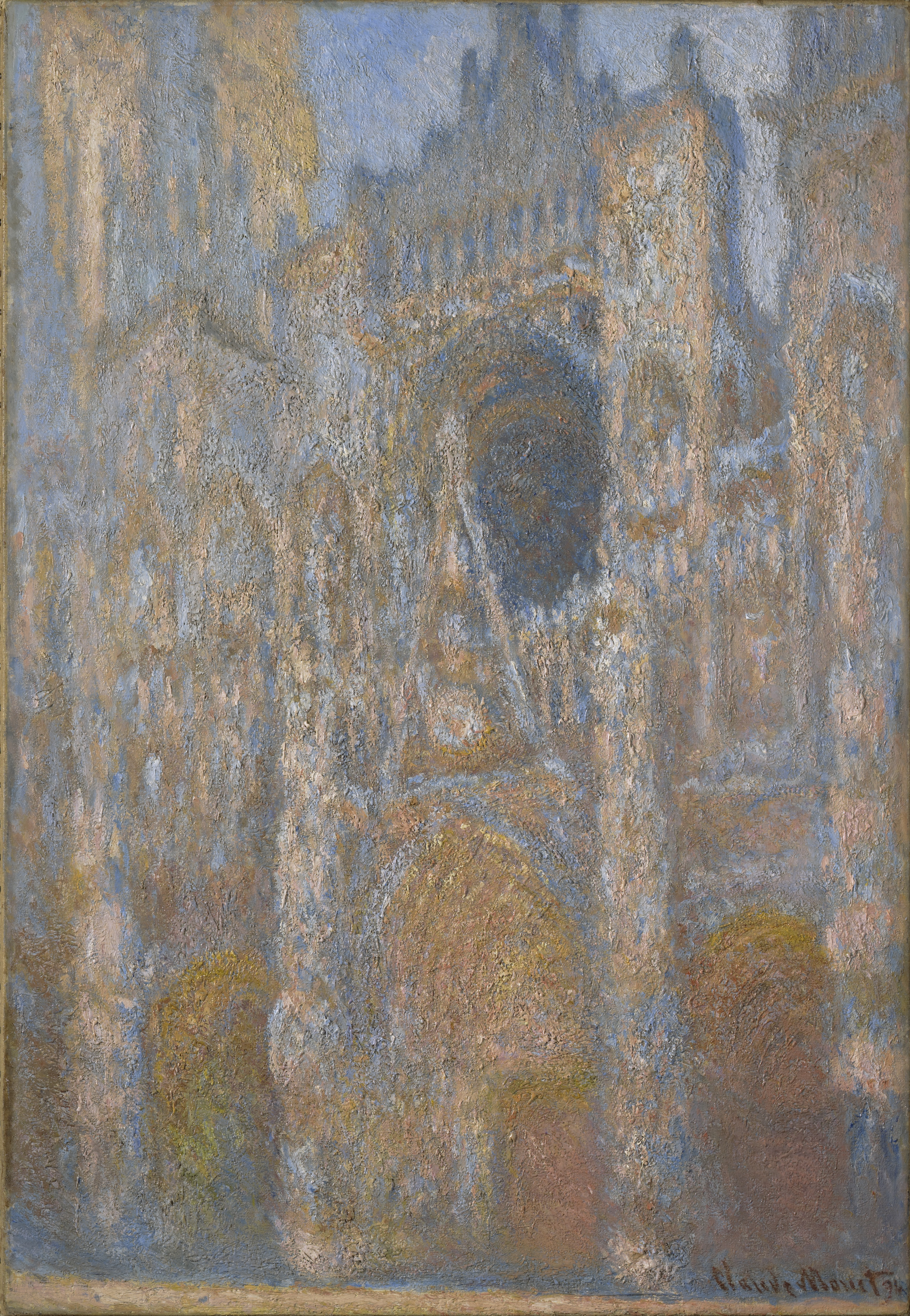
Monet, Vista de la catedral de Ruan
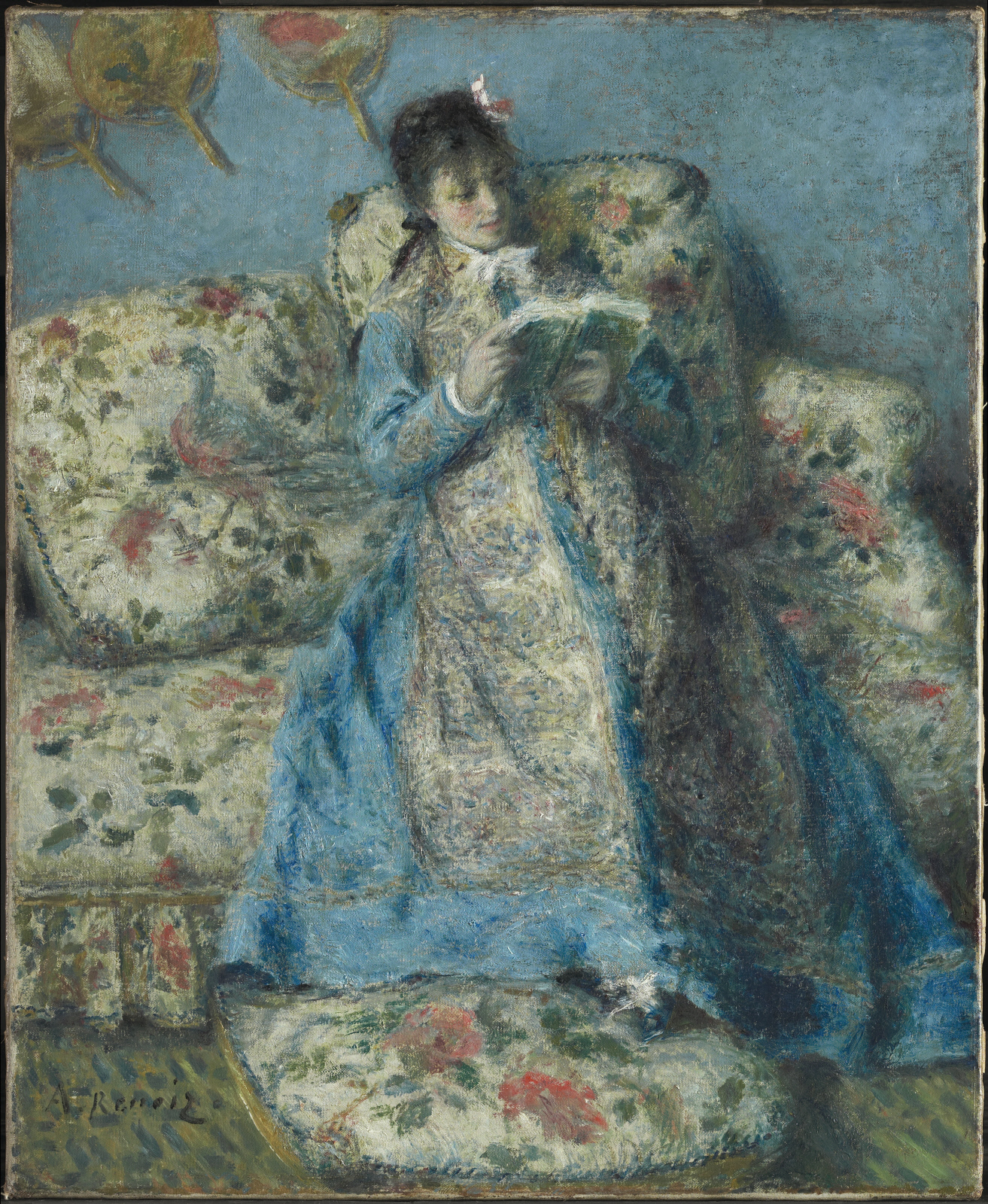
Renoir, Camille Monet leyendo
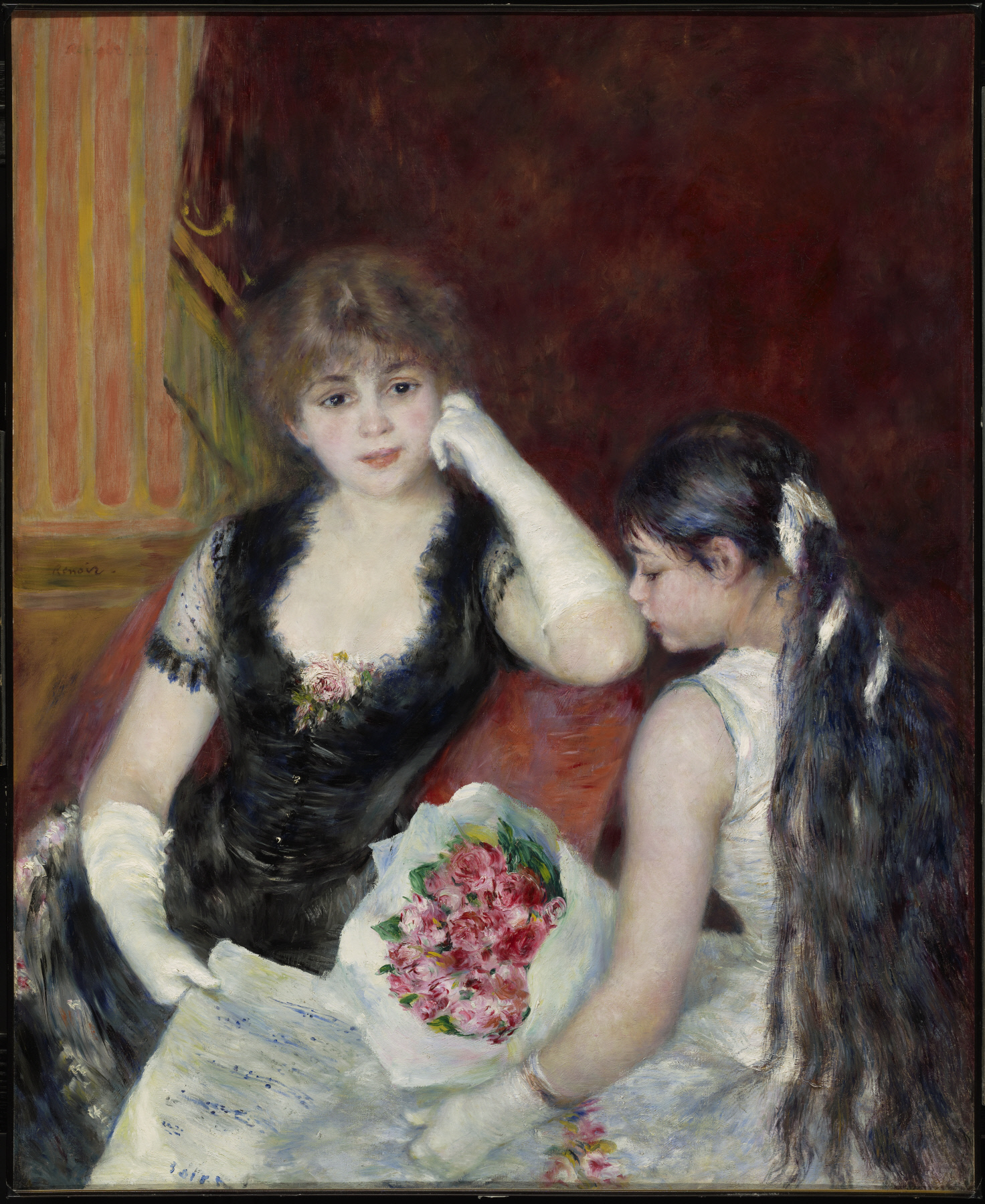
Renoir, En la Ópera
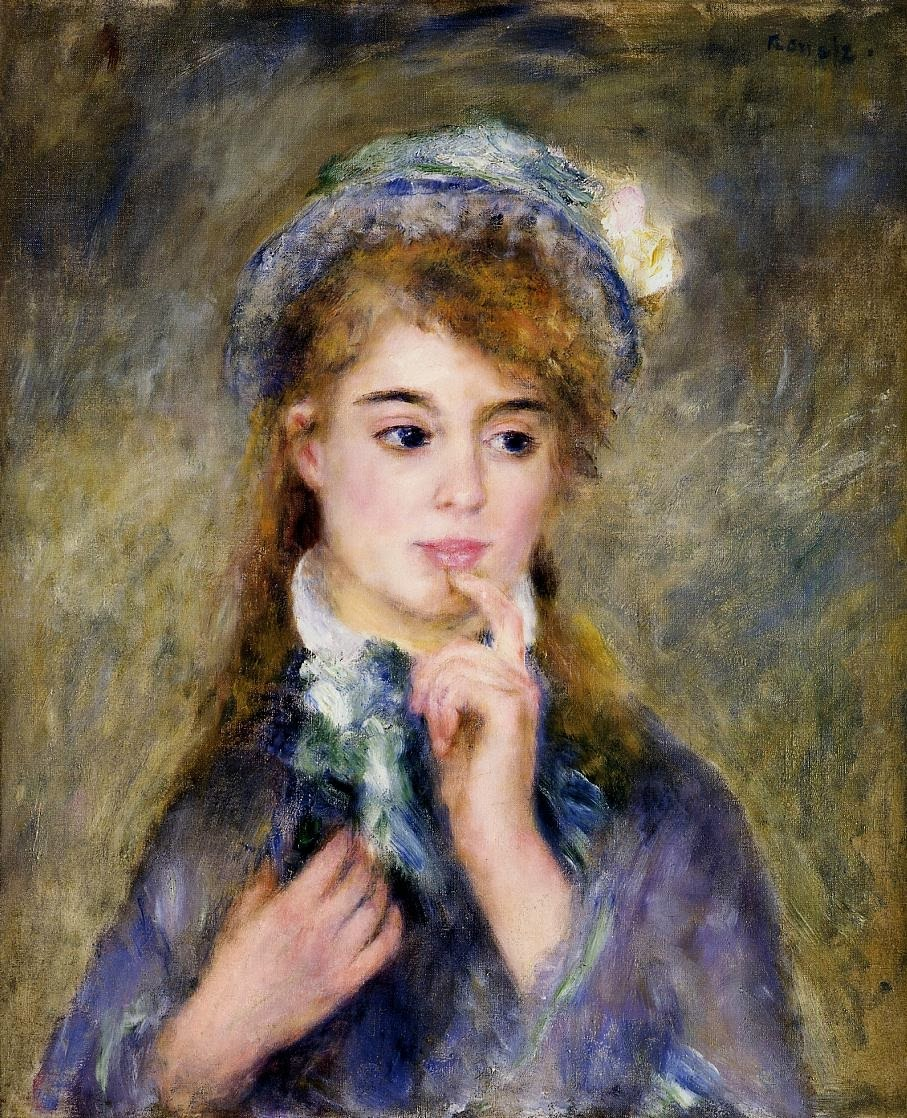
Renoir, La ingenua
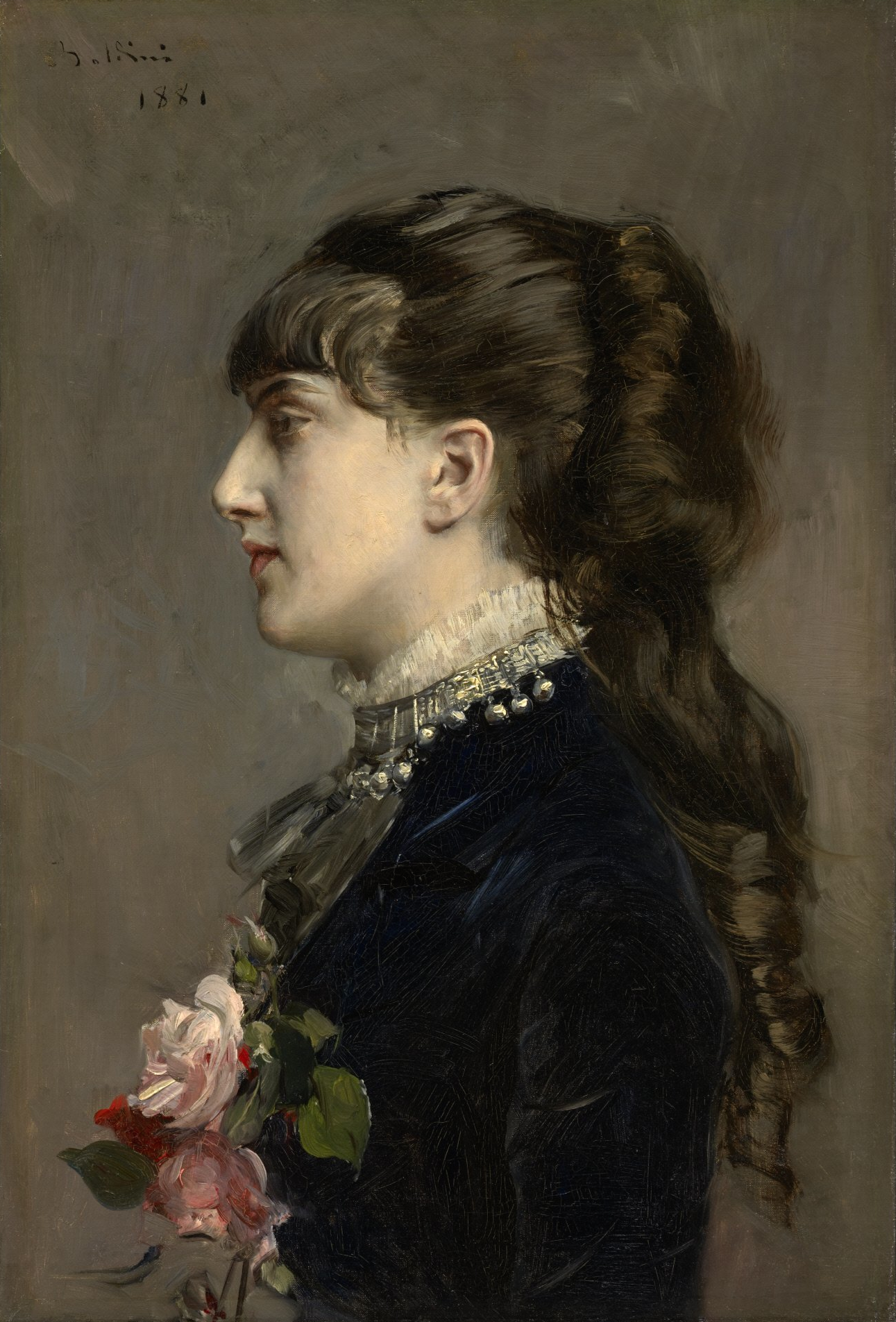
Giovanni Boldini, Retrato de Madame Leclanche
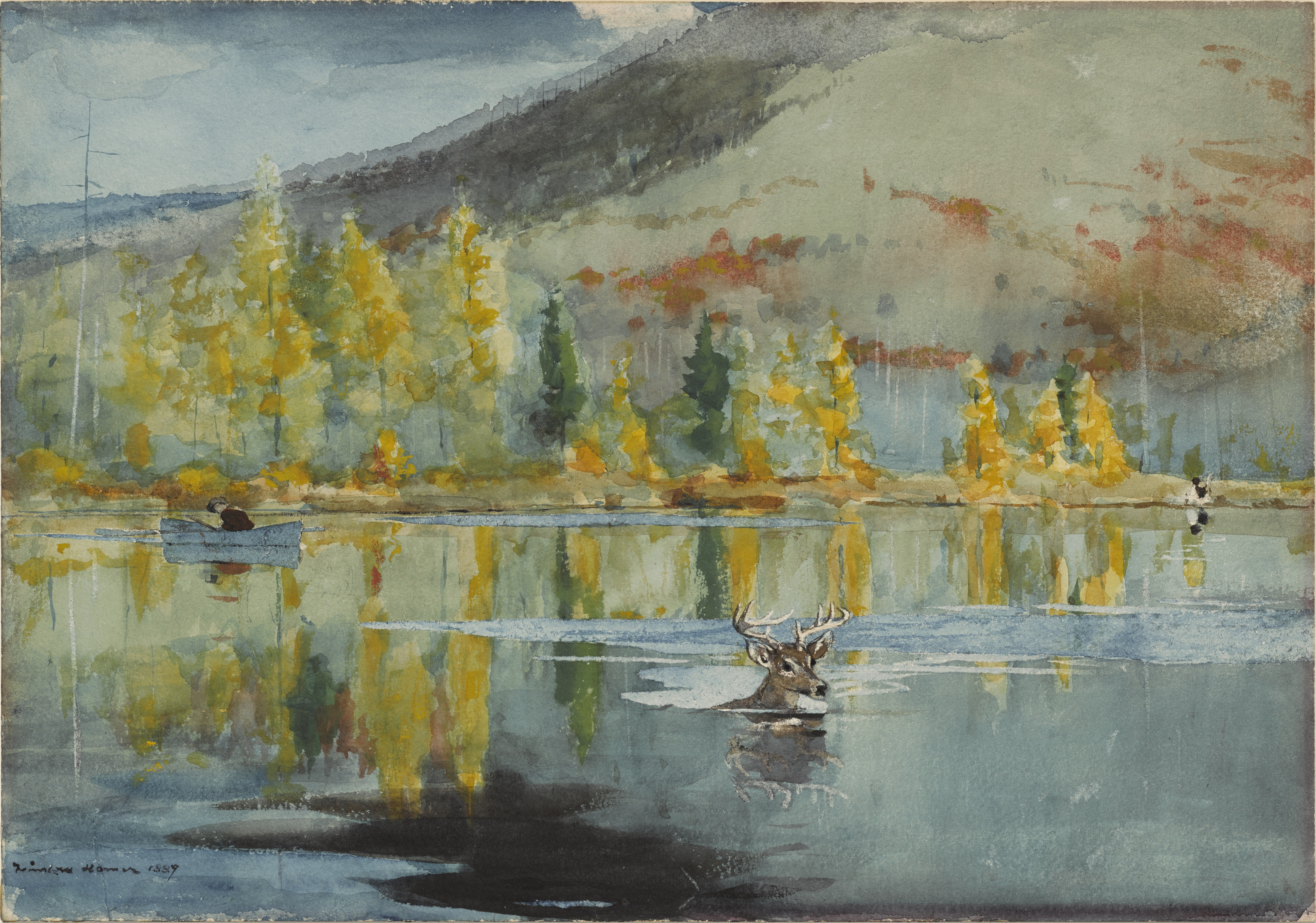
Winslow Homer, Día de octubre